# Октябрь (Алайский район)
Октябрь (кирг. Октябрь) — село в Алайском районе Ошской области Кыргызстана. Входит в состав Будалыкского айылного аймака.

## География
Село расположено в южной части области, на расстоянии приблизительно 11 километров (по прямой) к юго-востоку от села Гульча, административного центра района.

## Население
Согласно оценочным данным Национального статистического комитета Кыргызской Республики, численность населения села на начало 2023 года составляла 1073 человека.
| год     | 2009 | 2014 | 2015 | 2020 | 2021 | 2023 |
| ------- | ---- | ---- | ---- | ---- | ---- | ---- |
| человек | 928  | 1089 | 1036 | 1107 | 1080 | 1073 |